# Campionati austriaci di sci alpino 1981
I Campionati austriaci di sci alpino 1981 si svolsero a Hochficht e Radstadt dal 18 al 22 febbraio; furono assegnati i titoli di discesa libera, slalom gigante, slalom speciale e combinata, sia maschili sia femminili.

## Risultati

### Uomini

#### Discesa libera
| Pos. | Atleta                 | Nazione |
| ---- | ---------------------- | ------- |
| 1    | Gerhard Pfaffenbichler | Austria |
| 2    | Erwin Resch            | Austria |
| 3    | Franz Klammer          | Austria |

Località: Radstadt

Data: 18 febbraio

#### Slalom gigante
| Pos. | Atleta             | Nazione |
| ---- | ------------------ | ------- |
| 1    | Wolfram Ortner     | Austria |
| 2    | Ernst Riedlsperger | Austria |
| 3    | Walter Gugele      | Austria |

Località: Hochficht

Data: 21 febbraio

#### Slalom speciale
| Pos. | Atleta         | Nazione |
| ---- | -------------- | ------- |
| 1    | Franz Gruber   | Austria |
| 2    | Hubert Strolz  | Austria |
| 3    | Wolfram Ortner | Austria |

Località: Hochficht

Data: 22 febbraio

#### Combinata
| Pos. | Atleta            | Nazione |
| ---- | ----------------- | ------- |
| 1    | Rudolf Huber      | Austria |
| 2    | Jörg Wirnsberger  | Austria |
| 3    | Stefan Niederseer | Austria |

Località: Hochficht, Radstadt

Data: 18-22 febbraio

Classifica stilata attraverso i piazzamenti ottenuti
in discesa libera, slalom gigante e slalom speciale

### Donne

#### Discesa libera
| Pos. | Atleta        | Nazione |
| ---- | ------------- | ------- |
| 1    | Huberta Wolf  | Austria |
| 2    | Ingrid Eberle | Austria |
| 3    | Sylvia Eder   | Austria |

Località: Radstadt

Data: 18 febbraio

#### Slalom gigante
| Pos. | Atleta             | Nazione |
| ---- | ------------------ | ------- |
| 1    | Erika Gfrerer      | Austria |
| 2    | Elisabeth Kirchler | Austria |
| 3    | Inge Krenn         | Austria |

Località: Hochficht

Data: 20 febbraio

#### Slalom speciale
| Pos. | Atleta       | Nazione |
| ---- | ------------ | ------- |
| 1    | Sylvia Eder  | Austria |
| 2    | Karin Buder  | Austria |
| 3    | Regina Sackl | Austria |

Località: Hochficht

Data: 19 febbraio

#### Combinata
| Pos. | Atleta        | Nazione |
| ---- | ------------- | ------- |
| 1    | Sylvia Eder   | Austria |
| 2    | Erika Gfrerer | Austria |
| 3    | Andrea Haaser | Austria |

Località: Hochficht, Radstadt

Data: 18-20 febbraio

Classifica stilata attraverso i piazzamenti ottenuti
in discesa libera, slalom gigante e slalom speciale